# Madonna mit Kind (Samonac)

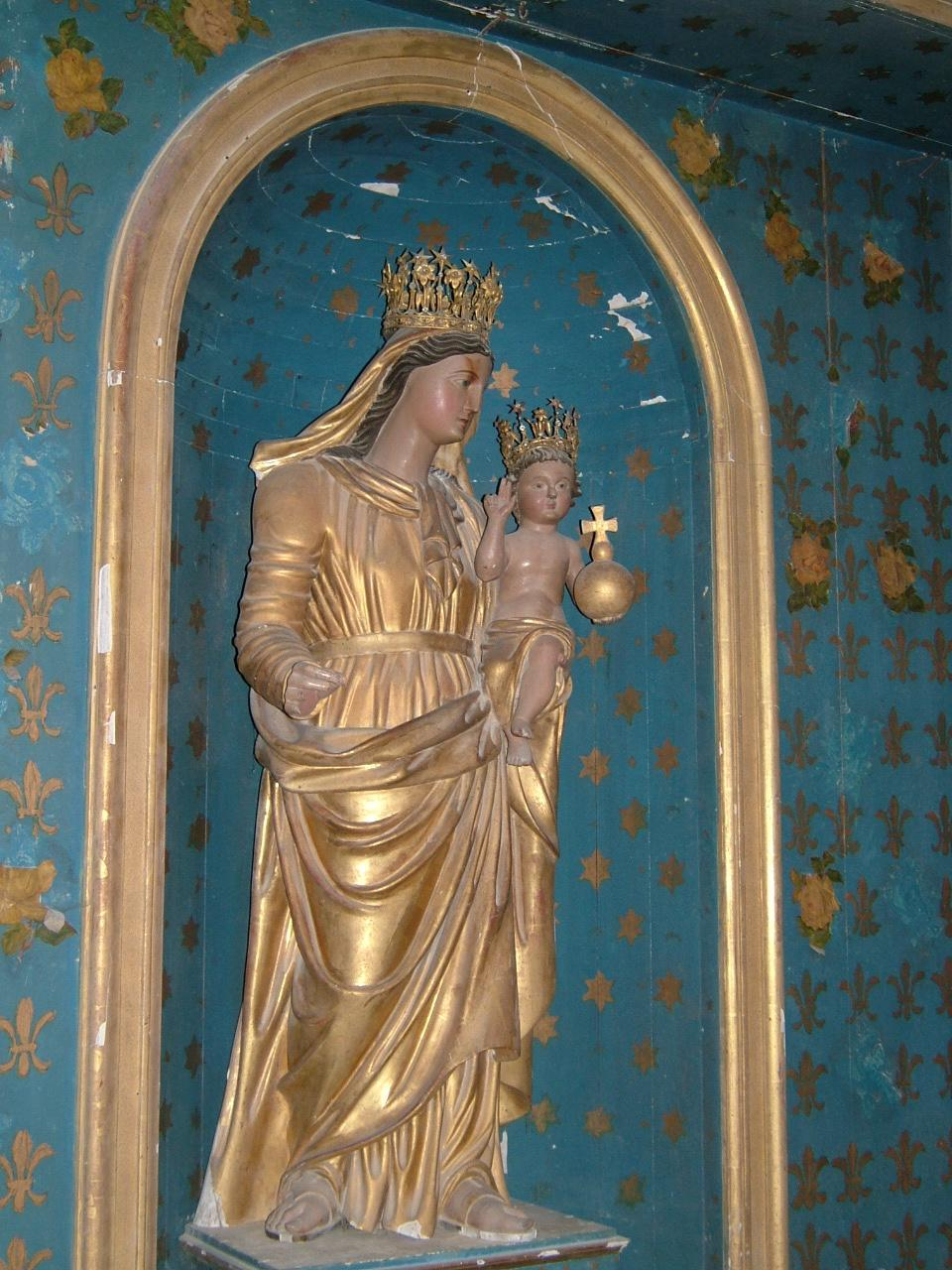
Madonna mit Kind in Samonac

Die Skulptur Madonna mit Kind in der Kirche St-Martin in Samonac, einer französischen Gemeinde im Département Gironde der Region Nouvelle-Aquitaine, wurde im 19. Jahrhundert geschaffen. Im Jahr 1980 wurde die Skulptur als Monument historique in die Liste der denkmalgeschützten Objekte (Base Palissy) in Frankreich aufgenommen.
Die Skulptur aus Holz ist vergoldet, sie steht auf dem Retabel des Marienaltars. Die mit einer Krone dargestellte Maria trägt das Jesuskind, ebenfalls mit Krone, auf dem linken Arm. Das Kind hält die Weltkugel mit Kreuz in der linken Hand und die rechte zum Segen erhoben. Die vielen Falten von Marias Kleid geben ihrer Erscheinung eine Fülle.